# 谭文玲
谭文玲（1972年10月28日—），湖南人，意大利女子乒乓球运动员。她曾代表意大利参加2004年、2008年和2012年夏季奥林匹克运动会乒乓球比赛，其中2004年奥运会同时参加单打和双打小项，2008年和2012年奥运会均仅参加单打小项。